# Loca piel
Loca piel est une telenovela chilienne diffusée en 1996 par TVN.

## Distribution

### Acteurs principaux
- Javiera Contador : Verónica Alfaro
- Bastián Bodenhöfer : Guillermo Carter
- Álvaro Escobar : Martín Page
- Ana María Gazmuri : Paula Green
- Jael Unger : Pilar Lynch de Foster
- Jaime Vadell : Gerardo Page
- Mauricio Pesutic : Hernán Cañas
- Sonia Viveros : Trinidad Yávar
- Alejandra Fosalba : Manuela Phillips
- Tamara Acosta : Danitza Torres / Lorena Torres
- Consuelo Holzapfel : Gisela Bonfante
- Eduardo Barril : Eladio Alfaro
- Renato Münster : Emilio Duval
- Paola Volpato : María Olivia Carter
- Schlomit Baytelman : Diana Balbontín
- Patricio Strahovsky : Álvaro Renán
- Rodolfo Bravo : Robinson Torres
- Patricia Guzmán : Úrsula de Torres
- Patricia Rivadeneira : Estela Benque
- Rodrigo Bastidas : Jaime Benavente
- Rosita Nicolet : Vilma Zevallos
- Solange Lackington : Genoveva Flores
- Silvia Santelices : Irene Claro de Carter
- Luz Jiménez : Bernarda
- Tito Bustamante : Domingo
- Yuyuniz Navas : Alejandra Foster
- Francisco Pérez-Bannen : Vicente Cruz
- Monica Godoy : Javiera Renán
- Paulo Meza : Alexis Torres
- Pamela Villalba : Yolanda
- Nicolás Fontaine : Gabriel Renán
- Gloria Canales : Glorita
- Pepi Velasco : Rita
- Gabriel Prieto : Rolando "Rolo"
- Nicolás Huneeus : Dante
- Karin Wilkomirsky : María Flores
- Christián González : Miguel Ángel
- Sebastián Arrau : Antonio Blanco
- Jorge Hevia Jr. : Rodrigo Carter
- Camila Guzmán : María Ignacia Renán

### Participations spéciales
- Humberto Gallardo : Profesor Poblete
- Catalina Olcay : Soraya
- Juan Bennett : Renato Green
- Victoria Gazmuri : Maria José
- Carolina Cuturrufo
- Paola Gambino
- Jeanette Espinoza

## Diffusion internationale
| Pays  | Chaîne | Titre     | Première diffusion |
| ----- | ------ | --------- | ------------------ |
| Chili | TVN    | Loca piel | 12 août 1996       |

### Sources
- (es) Cet article est partiellement ou en totalité issu de l’article de Wikipédia en espagnol intitulé « Loca piel » (voir la liste des auteurs).